# Associació Internacional de Foment
L'Associació Internacional de Foment és una institució financera internacional que ofereix préstecs i subvencions en condicions favorables als països en desenvolupament més pobres del món. (AIF, 172 països membres). Als anys 50, els països membres del Banc Mundial es van adonar que els préstecs a tipus d'interès de mercat eren insuficients per finançar als països més pobres. El 1960 es crea el AIF per solventar aquesta necessitat. Els seus membres són els qui realitzen aportacions que permeten que el Banc Mundial (BM) proporcioni entre 6.000 i 7.000 M. de dòlars anuals en crèdits, gairebé sense interessos, als 79 països considerats més pobres. A més a més de la bonificació del tipus d'interès, els préstecs de l'AIF es caracteritzen per tenir un termini de retorn més llarg que el del BIRF, d'entre 35 i 40 anys.
La AIF té un paper important perquè molts països, anomenats “en vies de desenvolupament”, no poden rebre finançaments en condicions de mercat. Aquesta associació proporciona diners per a la construcció de serveis bàsics (educació, habitatge, aigua potable, sanejament), impulsant reformes i inversions destinades en fomentar l'augment de la productivitat i l'ocupació.
Actualment més de la meitat dels préstecs concedits per l'AIF se'n va a països africans.
L'associació comparteix la missió del Banc Mundial de reduir la pobresa i té com a objectiu proporcionar finançament de desenvolupament assequible a països el risc creditici dels quals és tan prohibitiu que no poden permetre's demanar préstecs comercials o bé d'altres programes del Banc Mundial. L'objectiu declarat de l'AIF és ajudar les nacions més pobres a créixer més ràpidament, de forma més equitativa i de manera sostenible per a reduir la pobresa. L'AIF és la major proveïdora de fons per a projectes de desenvolupament econòmic i humà en les nacions més pobres del món. De 2000 a 2010, va finançar projectes que van reclutar i van capacitar a 3 milions de docents, van immunitzar a 310 milions de nens, van finançar $792 milions de dòlars en préstecs a 120.000 petites i mitjanes empreses, va construir o va restaurar 118.000 quilòmetres de camins pavimentats, va construir o va restaurar 1.600 ponts i va ampliar l'accés a aigua entubada per a 113 milions de persones i va millorar les instal·lacions de sanejament a 5,8 milions de persones. L'AIF ha emès un total de $238 mil milions de dòlars en préstecs i donacions des del seu llançament el 1960. Trenta-sis dels països prestataris de l'associació s'han graduat de la seva elegibilitat per als seus préstecs en condicions favorables. No obstant això, nou d'aquests països han recaigut i no s'han tornat a graduar.

## Afiliació

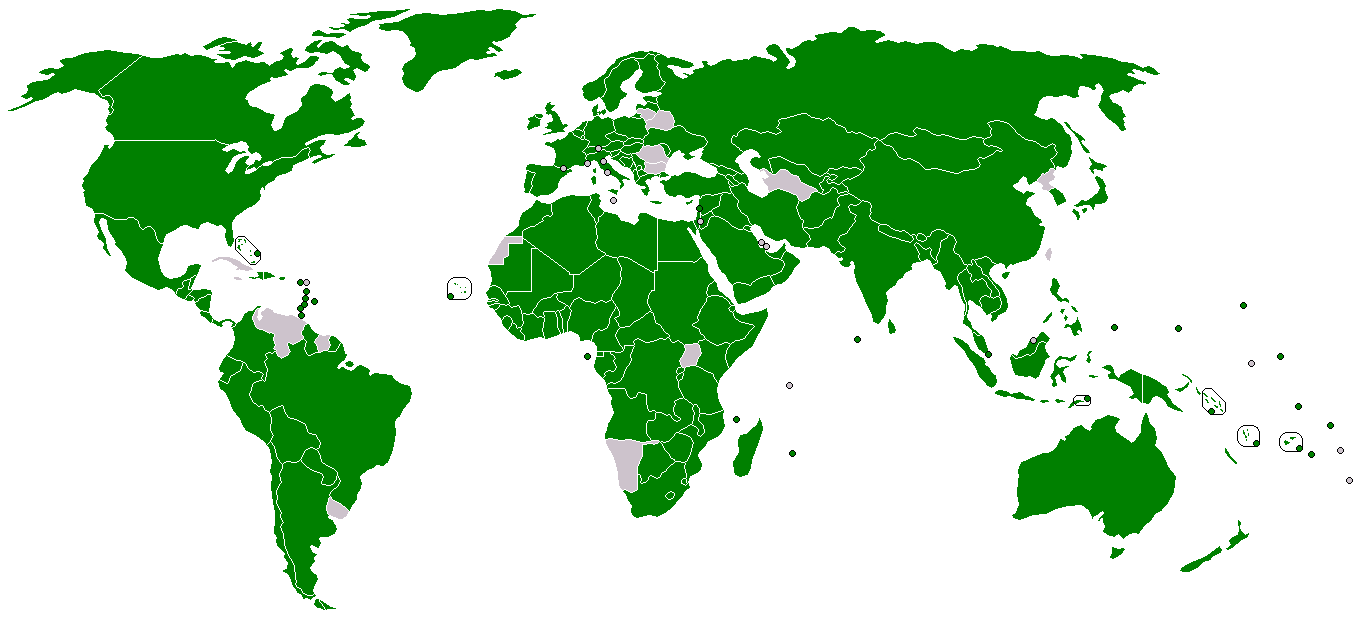
Països membres de l'Associació Internacional de Foment.

L'AIF compta amb 173 països membres que paguen contribucions cada tres anys com a proveïment del seu capital. L'AIF fa préstecs a 75 països, més de la meitat dels quals (39) estan a Àfrica. La filiació en l'AIF està disponible únicament per als països que són membres del Banc Mundial, particularment el BIRF. Al llarg de la seva vida, 44 països prestataris s'han graduat de l'associació, encara que 9 d'aquests països han recaigut com a prestataris després de no mantenir el seu estatus de graduats.
Per a ser elegibles per a rebre suport de l'AIF, els països són avaluats per la seva pobresa i la seva falta de solvència creditícia per a préstecs comercials i del BIRF. L'associació avalua als països segons el seu ingrés per càpita, la falta d'accés als mercats de capital privat i l'acompliment de les polítiques en la implementació de reformes econòmiques o socials en favor del creixement i la lluita contra la pobresa. Fins a l'any 2019, per a obtenir préstecs dels programes de préstecs concessionals de l'AIF, l'ingrés nacional brut (INB) per càpita d'un país no havia de superar els $1.145 (en dòlars de 2019).

### Països que es van graduar dels préstecs de l'AIF
Els següents països s'han graduat de la seva elegibilitat per als préstecs d'AIF.
| - Albània (2008) - Azerbaidjan (2011) - Botswana (1974) - Xile (1961) - Xina (1999) - Colòmbia (1962) - Costa Rica (1962) - República Dominicana (1973) - Equador (1974) - Egipte (1999) - es va graduar l'any fiscal de 1981, va recaure l'any fiscal de 1991, i es va graduar novament l'any fiscal de 1999 | - El Salvador (1977) - Guinea Equatorial (1999) - Índia (1994) - Indonèsia (2008) - es va graduar l'any fiscal de 1980, va recaure l'any fiscal de 1998-99, i es va graduar novament l'any fiscal de 2008 - Jordània (1978) - Maurici (1975) - Montenegro (2008) - Marroc (1975) - Macedònia (2002) - Paraguai (1977) | - Filipines (1993) - es va graduar l'any fiscal de 1979, va recaure l'any fiscal de 1991, i es va graduar novament l'any fiscal de 1993 - Saint Kitts i Nevis (1994) - Sèrbia (2007) - Corea del Sud (1973) - Swazilàndia (1975) - Tailàndia (1979) - Tunísia (1977) - Turquia (1973) |

### Països que van recórrer als préstecs de l'AIF
Els següents països han recaigut en la seva elegibilitat per als préstecs de l'AIF i encara no s'han tornat a graduar o, en canvi, s'han tornat parcialment elegibles (també conegut com un país mixt).
- Camerun (1994)
- Congo (1994)
- Costa d'Ivori (1992)
- Hondures (1991)
- Nicaragua (1991)
- Nigèria (1989)
- Papua Nova Guinea (2003, parcialment elegible)
- Síria (2017)
- Zimbàbue (1992)

## Préstecs
L'AIF presta als països amb l'objectiu de finançar projectes que desenvoluparan infraestructura i milloraran l'educació, l'atenció sanitària, l'accés a aigua neta i les instal·lacions de sanejament i la responsabilitat ambiental. Es considera que és la finestra de préstecs tous del Banc Mundial, mentre que el BIRF es considera la finestra de préstecs durs. L'associació ofereix subvencions i préstecs amb venciments d'entre 25 i 40 anys, períodes de gràcia de 5 a 10 anys i taxes d'interès del 2,8% o 1,25%, depenent de si el prestatari és un país mixt i en quin grau és elegible. Els prestataris regulars elegibles per a AIF poden aprofitar els préstecs sense interessos. Els recursos financers s'assignen als països elegibles en funció del seu èxit en la implementació de polítiques nacionals favorables al creixement i de reducció de la pobresa. L'AIF utilitza l'indicador de desenvolupament de l'Avaluació institucional i de polítiques nacionals (CPIA) del Banc Mundial per a determinar el lloc de cada país en un índex d'assignació de recursos. Després prioritza els seus préstecs als països que es consideren més prometedors en termes de polítiques favorables i eficàcia de l'ajuda. L'AIF va adoptar la finestra de resposta a la crisi el 2007 per a permetre la ràpida provisió de finançament d'emergència en resposta a les crisis. L'associació va adoptar el Mecanisme de Resposta Immediata el 2011 per a proporcionar als prestataris de l'AIF accés immediat per a retirar parts no desemborsades dels seus préstecs, en cas que sorgeixi una crisi que compleixi amb els criteris del mecanisme.

### Àfrica
Pel fet que els països africans s'enfronten a una de les situacions de pobresa i subdesenvolupament més greus i perquè 39 d'aquests països són els estats membres més pobres de l'AIF, l'associació assigna aproximadament la meitat dels recursos de l'AIF per a finançar projectes en aquests països. Com a resultat dels seus esforços per a millorar la regió, l'AIF ha ajudat a portar electricitat a 66 milions d'africans des de 1997, va ajudar a construir o restaurar 240,000 quilòmetres de camins pavimentats i va ajudar a inscriure a 15 milions de nens africans a l'escola des de 2002. L'AIF va ser aprovada al maig de 2012 per a atorgar un crèdit de $ 50 milions de dòlars al Projecte de Desenvolupament de Dones Emprenedores com a part d'un esforç per a ajudar les dones a Etiòpia a participar en negocis com a empleades o líders qualificades. Si bé els resultats positius dels esforços de l'AIF a Àfrica havien estat històricament lents, la gran assignació de fons als països africans va donar lloc a resultats positius, particularment en els esforços de desenvolupament d'infraestructura i agricultura.

### Àsia
Els esforços de l'AIF a Àsia han estat particularment reeixits. Nombrosos països asiàtics s'han graduat del programa de préstecs de IDA, incloent les Filipines, la Xina, Corea del Sud i Tailàndia. Dels països prestataris de l'associació, aproximadament 20 estan a l'Àsia. Els esforços de l'associació en el sud d'Àsia s'han centrat principalment en projectes d'educació, salut, transport, agricultura i energia. A causa del ràpid creixement de les poblacions dels països asiàtics, han sorgit algunes bosses de pobresa. Per a mitigar aquest efecte, l'AIF va adoptar un pla d'acció econòmic que va establir organitzacions per a millorar l'educació i l'atenció mèdica, amb un enfocament en la reducció de la pobresa en les nacions asiàtiques en formes compatibles amb la cultura local.